# Mileewa anchora
Mileewa anchora är en insektsart som beskrevs av Yang och Li 1999. Mileewa anchora ingår i släktet Mileewa och familjen dvärgstritar. Inga underarter finns listade i Catalogue of Life.